# Gerd Husemann
Gerd Husemann (* November 1921 im Bezirk Hannover; † 23. Februar 1990) war ein deutscher Jazz- und Unterhaltungsmusiker (Tenorsaxophon, Flöte, Piccoloflöte).

## Leben und Wirken
Husemann begann mit acht Jahren, Blockflöte und bald auch Spielmannsflöte zu spielen. Einen Teil des Militärdiensts verbrachte er auf der Heeresmusikschule Bückeburg. Nach 1945 spielte er in verschiedenen Tanzorchestern. Mit dem Sextett von Jochen Brauer kam er 1949 nach Westdeutschland. Von 1950 bis 1952 gehörte er zum Orchester von Erwin Steinbacher; dann war er bei Heinz Kretzschmar aktiv. 1955 nahm er mit Kretzschmar und seinen Dixielanders die Titel „Muskrat Ramble“ und „March of the Bob Cats“ auf. 1957 holten ihn Rolf Schneebiegl und Klaus Überall zum Tanzorchester des Südwestfunks;, wo er zunächst unter Leitung von Eddie Sauter arbeitete. Im Juni 1958 gehörte er einer All-Stars-Formation um Kenny Clarke, Zoot Sims, Hans Koller, Helmut Brandt und Peter Trunk an, die eine Studiosession für den Südwestfunk im Studio Baden-Baden abhielt. Kurz danach war er an einer weiteren Studiosession von Hans Koller und seiner Saxophon-Combo in Baden-Baden beteiligt. In dieser Zeit gehörte er auch den  Original Schwarzwaldmusikanten um Rolf Schneebiegl an. 1967 wirkte er bei Aufnahmen des Rundfunk-Orchesters von Rolf-Hans Müller mit dem Gastsolisten Maynard Ferguson (Trumpet Rhapsody, MPS) mit. Husemann spielte ab den 1960er-Jahren vorwiegend im Bereich der Unterhaltungsmusik bei Hubert Deuringer mit Seinen Solisten und in Werner Baumgarts Big Band Baden-Baden, 1983–90 bei Ernst Mosch und seinen Original Egerländer Musikanten, als Solist auf der Pikkoloflöte zu hören in „Piccolobello“ (LP Egerländer Solistenparade, 1990). Weiterhin war er in der Stadtkapelle Freistett aktiv.

## Diskographische Hinweise
- Lost Tapes: Zoot Sims: Baden-Baden, June 23, 1958
- Werner Baumgart's Silversound Featuring Gerd Husemann (Trend, 1975)
- Werner Baumgart and His Big Band Baden-Baden: Glenn Miller 2000 (Viking Record Company Ltd., 1974)